# Rasmus Bartholin
Rasmus Bartholin, latinizzato Erasmus Bartholinus (Roskilde, 13 agosto 1625 – Copenaghen, 4 novembre 1698), è stato un fisico, medico e scienziato danese.
Lui e suo fratello Thomas erano figli dell'eminente anatomista Caspar. Rasmus divenne famoso per aver scoperto nel 1669 la doppia rifrazione di un raggio di luce sulla calcite.
Descrisse inoltre per la prima volta le caratteristiche fisiche della Sindrome di Patau, caratterizzata da una trisomia del cromosoma 13.